# 잠자는 미녀 (영화)
잠자는 미녀(Bella addormentata, Dormant Beauty)는 프랑스에서 제작된 마르코 벨로치오 감독의 2012년 드라마 영화이다. 이자벨 위페르 등이 주연으로 출연하였다.

## 출연

### 주연
- 이자벨 위페르
- 알바 로르와처
- 마야 산사
- 토니 세르빌로
- 미셸 리온디노

### 조연
- 로버토 헤르리츠카
- 지오르지오 배질레
- 피에르 지오르지오 벨록치오
- 파브리지오 팔코

## 제작진
- 프로듀서: 마르코 치멘즈
- 프로듀서: 지오바니 스타빌리니
- 프로듀서: 리카르도 토지
- 미술: 마르코 덴티시
- 의상: 세르지오 발로